# Brompton Cemetery

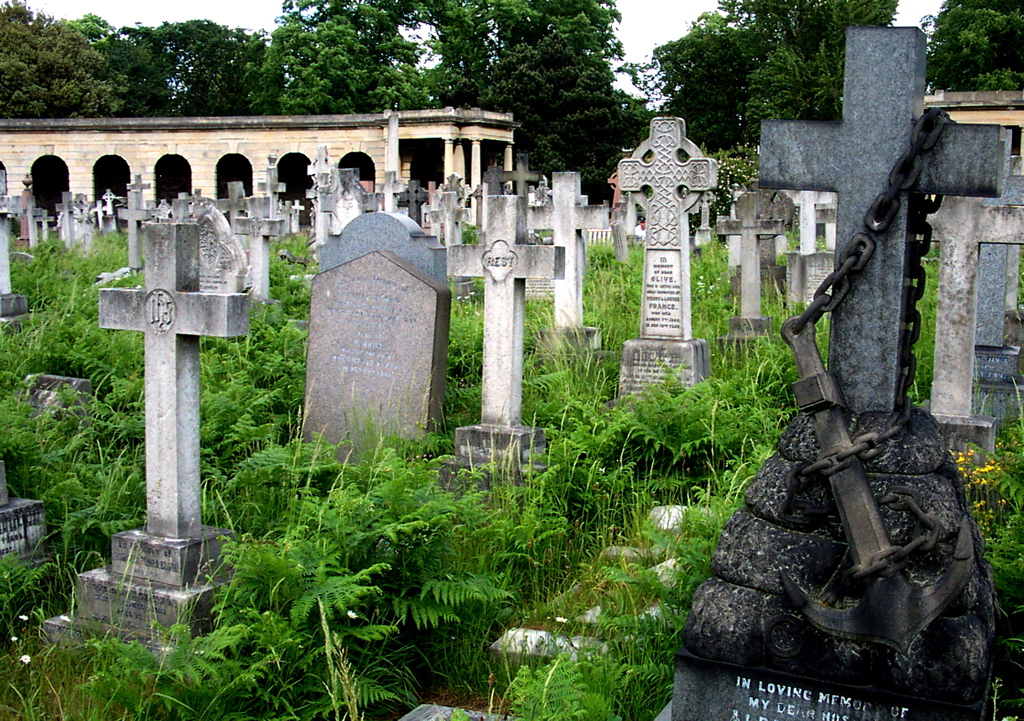
Brompton Cemetery

Brompton Cemetery (dt. Friedhof Brompton) ist ein Friedhof nahe Earls Court in West Brompton, einem Teil des Royal Borough of Kensington and Chelsea in Südwest-London.

## Geschichte
Der Friedhof eröffnete 1840 unter dem Namen West of London and Westminster Cemetery und ist einer der Magnificent Seven in London. Der Friedhof entstand infolge eines Acts of Parliament zur Linderung der katastrophalen Platznot für Begräbnisse in London, welche in den Jahren davor zu unhaltbaren hygienischen Zuständen in der Stadt geführt hatten.

## Gegenwart
Die Anlage wird bis heute für gelegentliche Begräbnisse genutzt, dient aber mehr und mehr als Parkanlage. Die Anlage wird verwaltet von The Royal Parks, der königlichen Parkverwaltung. Die Gräber der 380 toten Militärangehörigen werden von der Commonwealth War Graves Commission betreut.